# Даніель Джулані
Даніель Джулані, також відомий як Даніель Голані (івр. דניאל גולאני; нар. 19 березня 2003, Ізраїль) — український та ізраїльський футболіст, вінгер та атакувальний півзахисник клубу «Маккабі» (Петах-Тіква), який на умовах оренди грає за «Бней Сахнін». Виступав за юнацькі збірні України U-16 та U-17.

## Клубна кар'єра
Народився в Ізраїлі. Футбольний шлях розпочав 2011 року в академії «Хапоеля» (Петах-Тіква), а в 2018 році перебрався до структури іншого клубу з Петах-Тікви, «Маккабі». 1 червня 2020 року в переможному (3:0) виїзного поєдинку 29-го туру Ліги Леуміт проти «Кафр Касема». Даніель вийшов на поле на 88-ій хвилині, замінивши Елі Бабаєва. Першим голом за «Маккабі» відзначився 15 червня 2020 року на 20-ій хвилині переможного (1:0) домашньому поєдинку 2-го туру Ліги Леуміт проти «Хапоеля» (Рішон-ле-Ціон). Джулані вийшов на поле в стартовому складі, а на 52-ій хвилині його замінив Ідо Давидов.

## Кар'єра в збірній України
Мати Даніеля українка, через що у нього виникли проблеми з отриманням ізраїльського паспорту до 18-річного віку (отримав статус постійного мешканця). Футболіст оформив українське громадянство та був заграний за юнацькі збірні України.
Отримав запрошення грати за молодіжну збірну України, але ще не прийняв остаточне рішення, за яку зі збірних виступатиме, після вирішення питання із ізраїльським громадянством. За словами футболіста, віддав би перевагу збірній України.

## Статистика виступів

### Клубна
Станом на 29 листопада 2021
| Клуб                    | Сезон   | Ліга         | Ліга  | Ліга | Кубок | Кубок | Кубок ліги | Кубок ліги | Інше  | Інше | Загалом | Загалом |
| Клуб                    | Сезон   | Дивізіон     | Матчі | Голи | Матчі | Голи  | Матчі      | Голи       | Матчі | Голи | Матчі   | Голи    |
| ----------------------- | ------- | ------------ | ----- | ---- | ----- | ----- | ---------- | ---------- | ----- | ---- | ------- | ------- |
| «Маккабі» (Петах-Тіква) | 2019-20 | Ліга Леуміт  | 7     | 1    | 1     | 0     | 0          | 0          | 0     | 0    | 8       | 1       |
| «Маккабі» (Петах-Тіква) | 2020-21 | Прем'єр-ліга | 9     | 0    | 1     | 0     | 3          | 0          | 0     | 0    | 10      | 0       |
| «Маккабі» (Петах-Тіква) | 2021-22 | Прем'єр-ліга | 0     | 0    | 0     | 0     | 0          | 0          | 0     | 0    | 0       | 0       |
| Загалом                 | Загалом | Загалом      | 16    | 1    | 2     | 0     | 3          | 0          | 0     | 0    | 22      | 1       |

Примітки
1. ↑  Кубок Ізраїлю з футболу
2. ↑  Кубок Тото